# Etropole Peak
Etropole Peak är en bergstopp i Antarktis. Den ligger i Sydshetlandsöarna. Argentina, Chile och Storbritannien gör anspråk på området. Toppen på Etropole Peak är 620 meter över havet.
Terrängen runt Etropole Peak är kuperad åt nordväst, men åt sydost är den bergig. Havet är nära Etropole Peak åt nordost. Trakten är glest befolkad. Närmaste befolkade plats är St. Kliment Ohridski Base, 11,3 kilometer väster om Etropole Peak. 